# Chronologie de Vannes
| Présentation chronologique, par date, d'évènements historiques de la ville de Vannes, préfecture du Morbihan en Bretagne. |

Le Drapeau de Vannes

Pour un article plus général, voir Vannes.

## Préhistoire

### Mésolithique

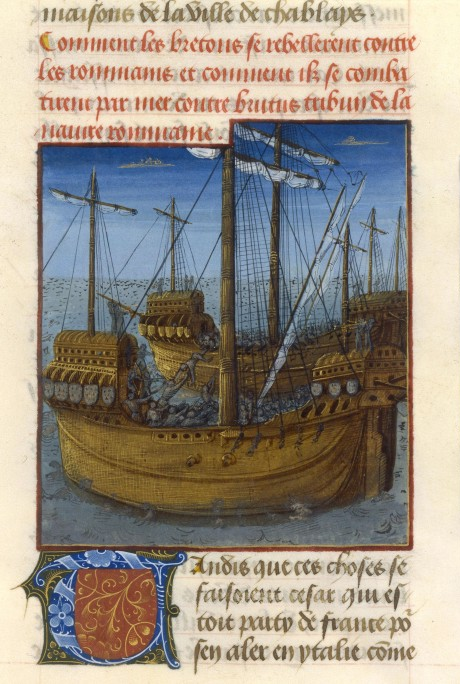
La Bataille du Morbihan

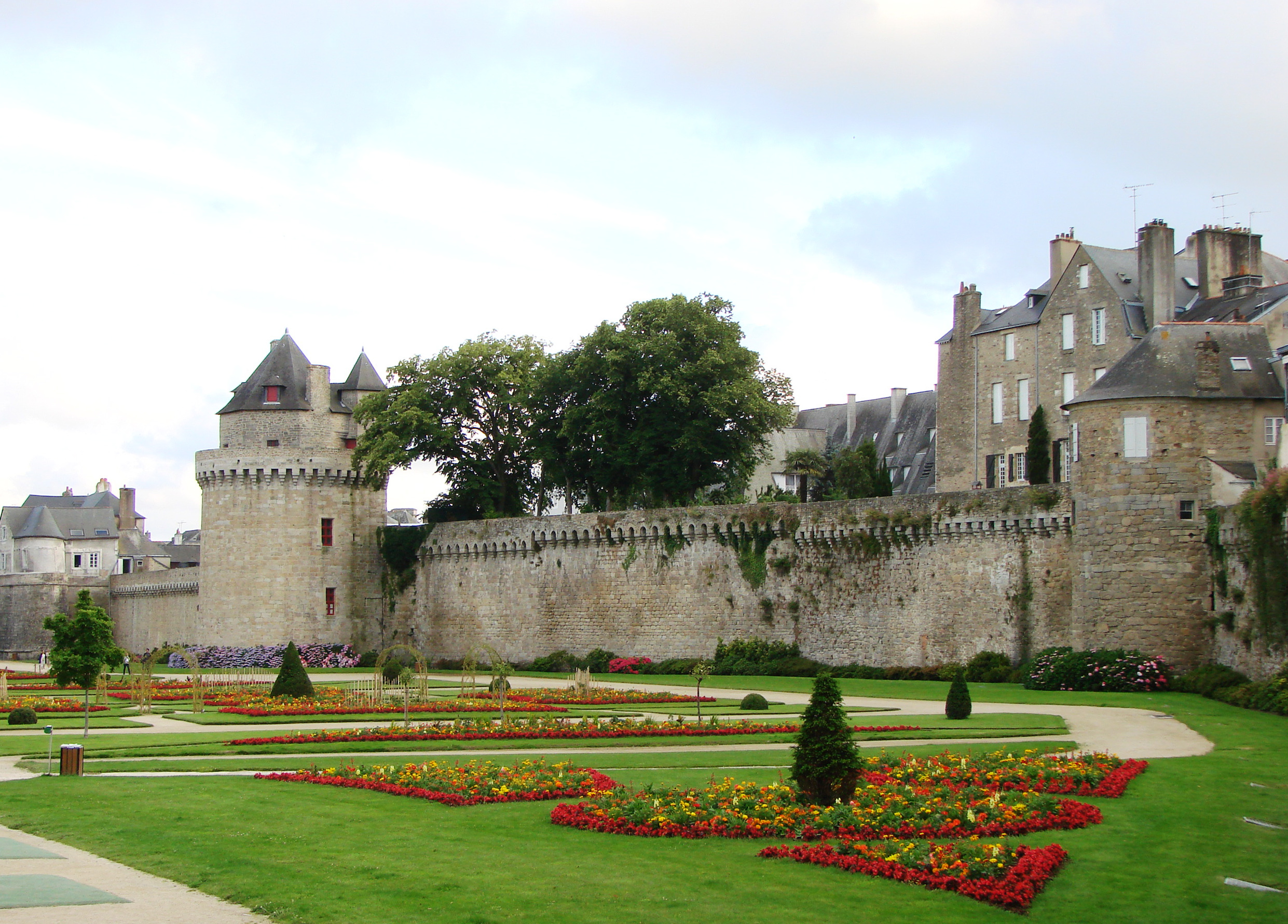
Les remparts

- 5000 av. J.-C.-3500 av. J.-C. : L'homme de « Teviec » habite la côte sud et vit de coquillages et de pêche.

### Néolithique
- 3500 av. J.-C.-1500 av. J.-C. : Un nouveau peuple venu de la Méditerranée s'installe ; il introduit une nouvelle religion, des usages funéraires nouveaux. C'est la civilisation des mégalithes, elle couvre la côte sud et l'Armorique de monuments mégalithiques.

## Antiquité
- Le peuple des Vénètes occupe un territoire au sud de la Bretagne correspondant approximativement à l'actuel département du Morbihan

### Vannes Romaine
- 56 av. J.-C. : Guerre des Vénètes, victoire de la flotte romaine contre celle des Vénètes lors de la Bataille du Morbihan
- 56 av. J.-C. : Occupation du Vannetais par les Romains.
- Ier siècle-IIe siècle: Développement de la ville antique : la colline de Boismoreau est urbanisée avec l'établissement d'un forum et d'une basilique.
- Vers 140 : Apparition du nom de Darioritum dans une description de la Gaule du géographe Ptolémée.
- IIIe siècle : Apparition de la cité de Darioritum sur la Table de Peutinger. Les grands axes Nantes-Brest et Rennes-Locmariaquer se croisent à Darioritum d’où part également une voie vers Port-Louis et une voie vers Angers.
- IIIe siècle : Repli sur la colline du Mené, escarpée et plus facile à défendre, sur laquelle est construit le castrum de forme triangulaire d'environ cinq hectares qui sera la base de la ville médiévale. Ville ouverte sans fortification, Darioritum fut autorisée par l’empereur Probus, comme toutes les villes de l’empire, à élever une enceinte après l’invasion des barbares et leur défaite en 276. C’est à cette époque que remontent les premiers remparts qui formaient, d’après les vestiges subsistants en plusieurs points, un triangle à pointes émoussées.

## Moyen Âge

### Vesiècle

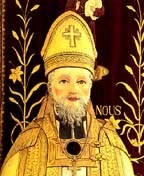
Saint Patern de Vannes

- 465 : Concile de Vannes et élection de Saint Patern comme évêque.

### VIesiècle
- Vers 560-578 : Menace du comte breton Canao contre les Francs installés en ville.
- 578 : Vannes prise par les Bretons conduits par Waroch.
- 579 : Expédition franque conduite sans succès[1].
- 585 :Expédition franque conduite sans succès
- 590 : Expédition franque conduite sans succès

### VIIIesiècle
- 751-753 : Raid de Pépin le Bref et reprise de Vannes par les Francs. Vannes passe sous administration carolingienne.

### IXesiècle
- 800-851 : Nominoë, Missus imperatoris de Louis le Pieux, Ducatus ipsius gentis des Bretons, Comte de Vannes (Comes Venetice civitatis) et Prince de la cité de Vannes (princeps Venetice civitatis).
- 865 : Premier assaut des Vikings.
- 890-907 : Règne du comte de Vannes, Alain Ier, sur le royaume de Bretagne.

### Xesiècle

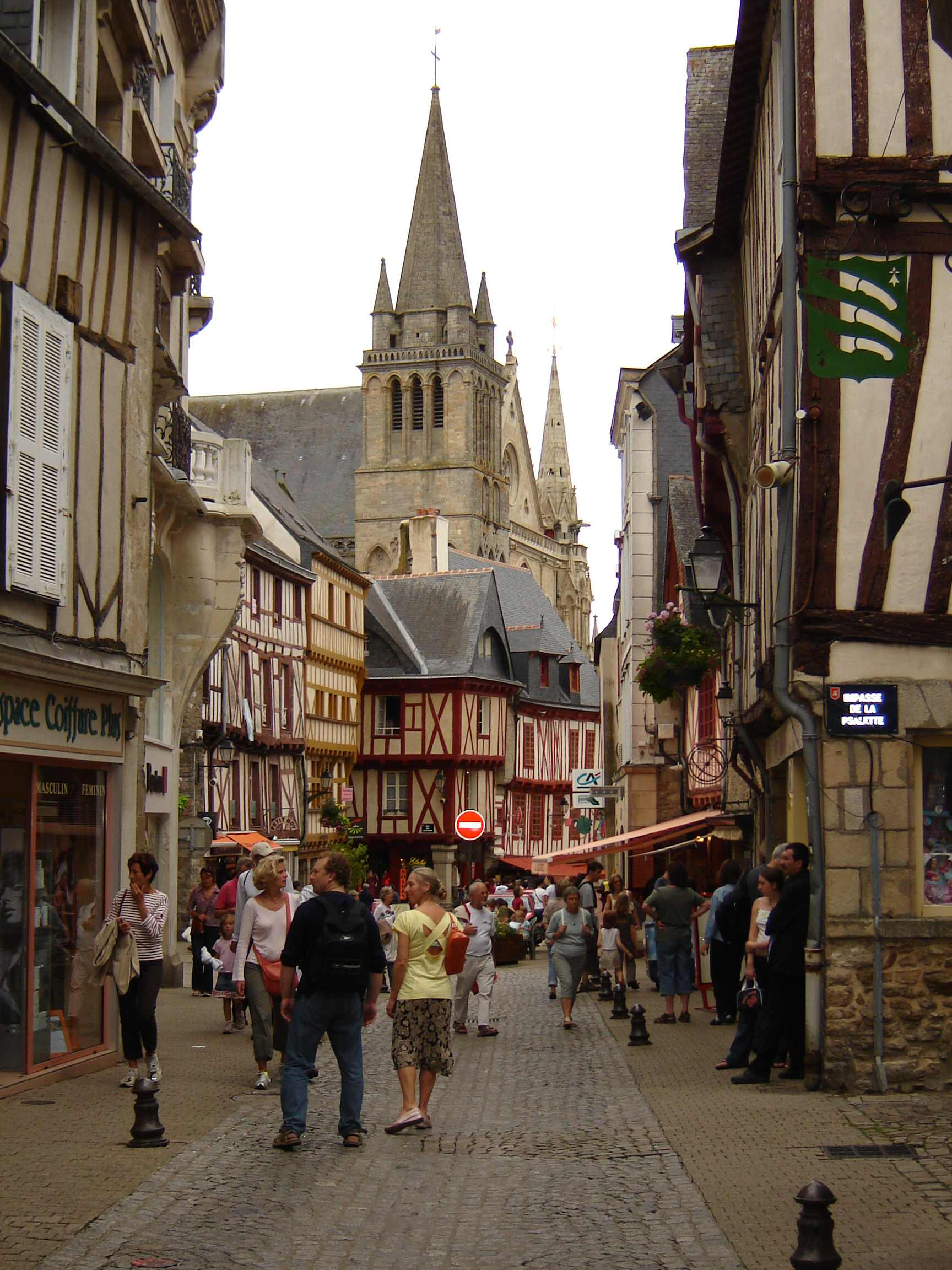
Vue sur la Cathédrale

- 919 : Seconde attaque des Vikings, destruction de la première cathédrale.
- Fin du Xe siècle : Construction du château de la Motte. Plus ancienne résidence du pouvoir civil et militaire, le château occupait le nord de l'enceinte.
- 991-1037 : Construction d'une nouvelle cathédrale de style roman sous l’épiscopat de Judicaël.

### XIIesiècle
- 1143-1177 : Travaux de la cathédrale.
- 1162 : Famine dans le Vannetais.
- 1168-1187 : La ville est menacée par les Plantagenêts, elle supporte cinq sièges, dont deux ont été menés par Henri II.

### XIIIesiècle
- 1237 à 1305 : Aménagements de l’enceinte de Vannes sous les ducs Jean Ier et Jean II.
- 1260 : Arrivée des Franciscains à Vannes.
- Août 1286 : Tremblement de terre[2], destruction de plusieurs monuments et dégâts importants[3].
- 1287 : Jean II de Bretagne cède le château de la Motte en ruine à l’évêque Henri Tore.
- 1288 : Reconstruction du château de la Motte. Ce dernier devient manoir et demeure des évêques de Vannes.

### XIVesiècle

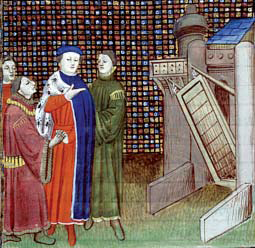
"Jean IV de Bretagne et ses conseillers" dans les chroniques de Jean Froissart

- 1341-1364 : Guerre de succession, qui oppose la maison de Blois (soutenue par la France) et la maison de Montfort (soutenue par l’Angleterre).
- 1341 : Vannes se déclare pour Jean de Montfort.
- 1341 - 1342 : La ville subit quatre sièges en un an.
  - 1342 : Vannes ouvre ses portes à Charles de Blois et aux Penthièvre.
  - Octobre 1342 : Attaque de la ville par Robert d’Artois et ses soldats anglais. Robert y sera mortellement blessé.
  - Octobre 1342 : Quelques jours plus tard, reprise de la ville par Olivier de Clisson.
  - décembre 1342 : La ville résiste à un siège mené par Édouard III d'Angleterre.
- 1344 à 1364 : Occupation anglaise.
- 1364-1399 : Règne du duc Jean IV le Vaillant. Le Duc établit sa résidence à Vannes.
  - Réparation des remparts.
  - Agrandissement vers le sud.
- 1380 : Début de la construction du château de l'Hermine.
- Juillet 1381 : Jean IV crée l'Ordre de l'Hermine.
- 1387 : Percement de la porte Poterne.
- 26 juin 1387 : Arrestation d'Olivier de Clisson.
- 24 décembre 1389 : Naissance de Jean, fils du duc Jean IV, au château de l'Hermine.
- 26 juin 1398 : Mariage au château de l'Hermine de Marie de Bretagne, fille du duc et de Jean Ier d'Alençon.
- 1399 - 1442 : Règne du Duc Jean V Le Sage.

### XVesiècle

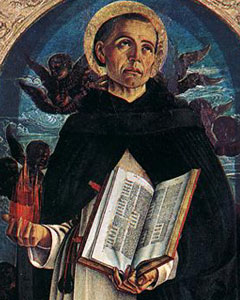
Saint Vincent Ferrier

- 1402 : Jeanne de Navarre, veuve du duc Jean IV, épouse par procuration Henri IV d'Angleterre.
- Mars 1418 : Séjour à Vannes du Dominicain Saint Vincent Ferrier.
- 5 avril 1419 : Mort à Vannes de Saint Vincent Ferrier.
- 1425 : Fondation du Carmel de Vannes par le duc Jean V
- 1433 : François, le futur duc de Bretagne achète le manoir de plaisance.
- 1442 - 1450 : Règne du duc François Ier.
- 18 juillet 1450 : Mort à Vannes du duc François Ier.
- 16 novembre 1455 : Mariage de Marguerite, fille du défunt duc, et de François de Bretagne, comte d'Étampes
- 1455 : Élaboration du livre-rentier de Vannes qui permet de reconstituer le paysage urbain.
- 1455 - 1456 : Canonisation de Saint Vincent Ferrier et grandes fêtes dans la ville.
- 1463 : Françoise d'Amboise installe les Carmélites au Bondon.
- 1450 - 1484 : Reconstruction de la nef de la cathédrale.
- 1466 - 1467 : Séjour de Charles d'Anjou, en lutte contre son frère Louis XI, au château de l'Hermine.
- 1483 - 1493 : Reconstruction du portail.
- 1483 - 1484 : Séjour de Henri Tudor, futur roi d'Angleterre, au château de l'Hermine.
- 1484 : Mort dans la prison du château de l’Hermine du chancelier Guillaume Chauvin.
- 1485 : Création d’un tribunal d’appel, d’un Parlement à Vannes, véritable capitale judiciaire du duché.
- 5 juin 1487 : Les troupes royales occupent Vannes pendant la guerre folle.
- 3 mars 1488 : Les forces ducales conduites par Jean IV de Rieux et Louis d’Orléans récupèrent la ville.
- 19 février 1489 : Retour provisoire des Français.
- 4 juillet 1490 : Les États de Bretagne sont réunis à Vannes. Ils ratifient les impôts nouveaux, accordent de nouvelles taxes. Ces ressources supplémentaires permettent de payer les ralliements d'alliés lors de la Guerre franco-bretonne.
- Juin 1491 : Charles VIII de France s’installe définitivement à Vannes et y convoque des états.

## Époque moderne
- Début du XVIe siècle jusqu’en 1550 : Reconstruction du transept de la cathédrale et aménagement du chœur.

### XVIesiècle
- 11-13 juillet 1505 : Séjour de la duchesse Anne.
- 1518 : Visite du roi François Ier et de la duchesse Claude
- 1530 : Installation du couvent de Nazareth
- 4 août 1532 : Publication à Vannes de l’édit d’Union de la Bretagne à la France, les droits et privilèges du duché sont préservés, ainsi que les États de Bretagne.
- 1554 : Le Parlement de Bretagne quitte Vannes pour Rennes.
- 1574 : Vannes devient le siège du Présidial.
- 1590 : Troubles de la Ligue, arrivée de 3 000 soldats espagnols.
- 1597 : Incendie de la tour Trompette, provoqué par les Espagnols.
- Fin du XVIe siècle : Construction du bastion de Gréguennic.

### XVIIesiècle

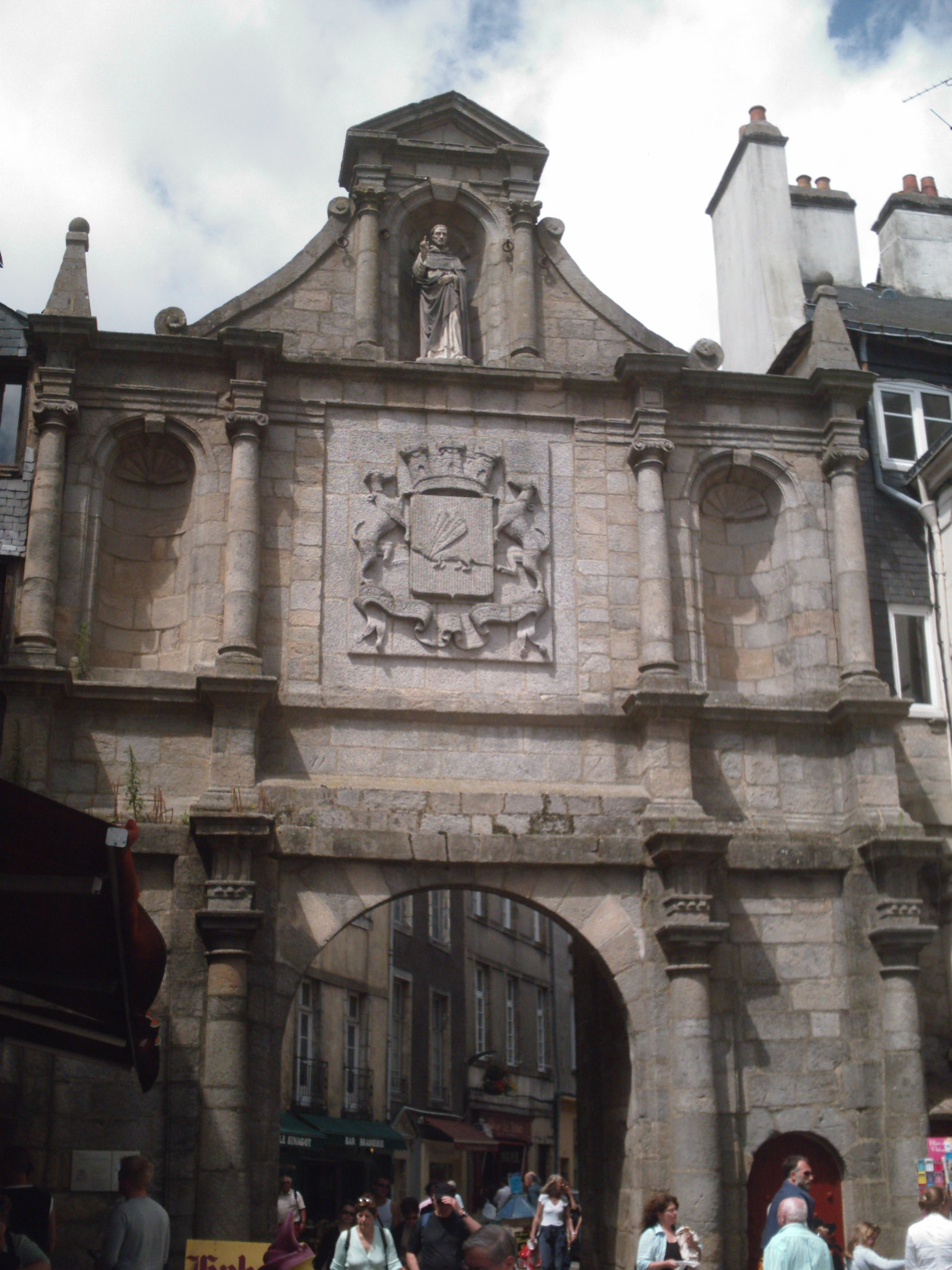
La porte Saint-Vincent

- 1624 : Percement de la porte Saint-Vincent.
- 1627 - 1629 : Construction de l'éperon de la Garenne, ouvrage de protection de la porte Poterne.
- 1654 : Reconstruction du château de la Motte, par l'évêque Charles de Rosmadec.
- 1661 - 1685 : Construction de la chapelle Saint-Yves par les Jésuites sur les plans de Charles de Turmel.
- Entre 1675 - 1689 : Exil du Parlement à Vannes à la suite de la révolte des Bonnets rouges. L'exil dynamise le centre ville et le port.
- 1679 : Construction du Grand Séminaire dans le quartier du Méné.
- 1688 - 1690 : Construction de la chapelle des Ursulines.
- 1697 : Le roi Louis XIV fait don des ruines du château de l'Hermine à la ville, qui serviront de carrières pour la réfection des monuments dont la cité à la charge.

### XVIIIesiècle
- XVIIIe siècle : Aménagement du port et plan d'embellissement dessinés au cours du siècle.
- 1718 : Aménagement de la Rabine.
- 1727 : Début de la reconstruction de l'église Saint-Patern
- 1760 : Début des grands travaux de voirie.
- 1767-1776 : Travaux à la cathédrale : nef lambrissée, chœur aménagé.
- 1785 : Achat du site du château de l'Hermine par le traiteur Julien Lagorce et construction de l'Hôtel Lagorce, sur cet emplacement.

## Époque contemporaine
L’Époque contemporaine commence à la Révolution française et couvre donc les XIXe siècle, XXe siècle et le début du XXIe siècle.

### XVIIIesiècle

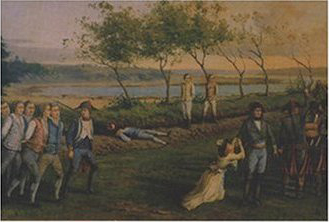
Les Fusillés de Vannes

- 1789-1790 : Avec la création des départements, Vannes devient chef-lieu du Morbihan.
- 1791 : L'évêque Sébastien-Michel Amelot abandonne définitivement le manoir de la Motte.
- Février 1791 : Une révolte paysanne hostile à la Nation est déclarée, début des troubles en ville.
- 27 février 1792 : Inauguration du cimetière de Boismoreau[4]
- Mars 1793 : Nouveau soulèvement paysan ; la ville est à nouveau menacée.
- 1795 : Débarquement de Quiberon. Le général Hoche établit son quartier général à Vannes.
- 28 juillet 1795 : Exécution de l'état-major des émigrés de Quiberon à Vannes, sur le site de la Garenne.
- 1799 : Georges Cadoudal menace Vannes.

### XIXesiècle

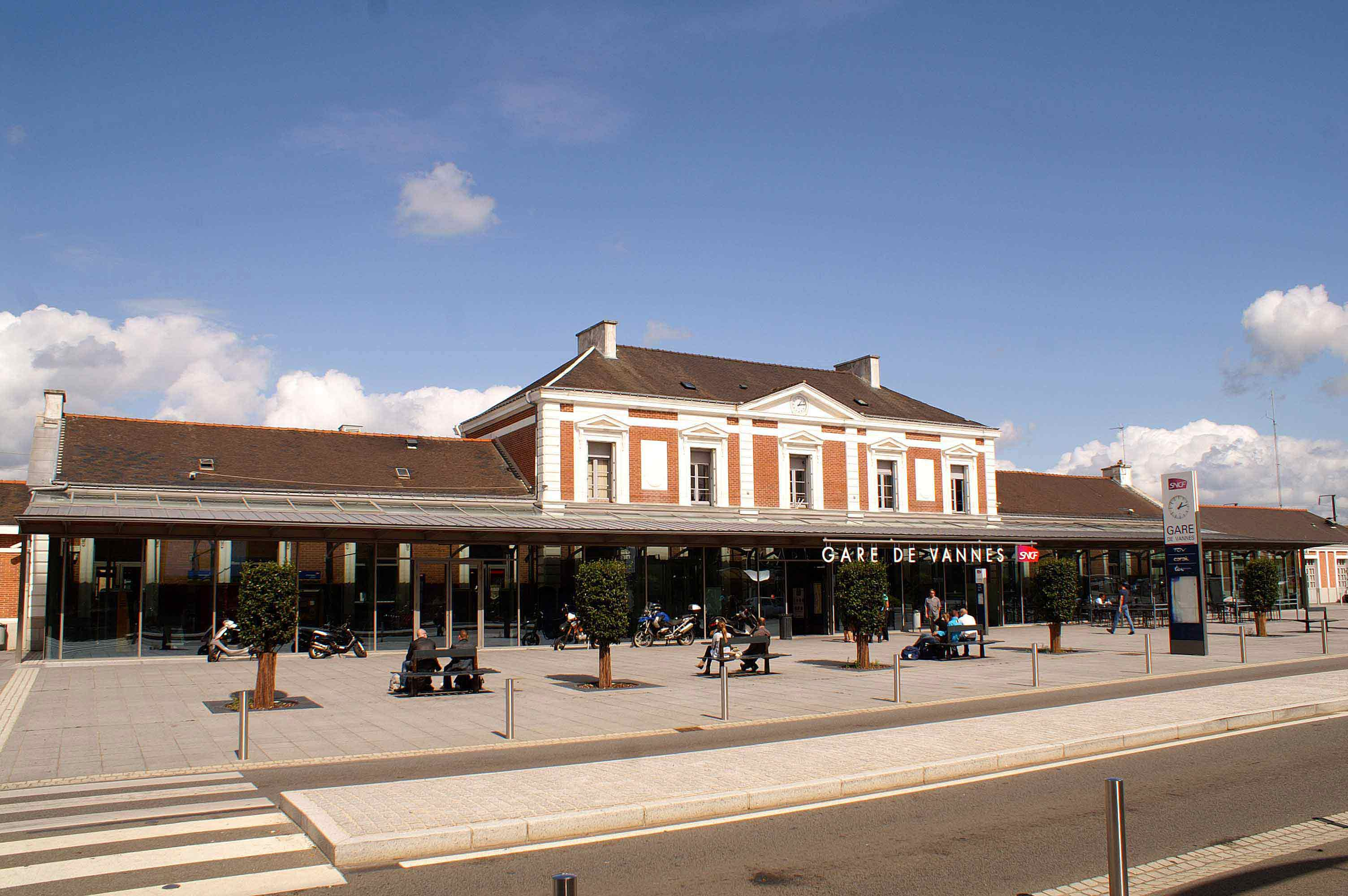
La gare de Vannes

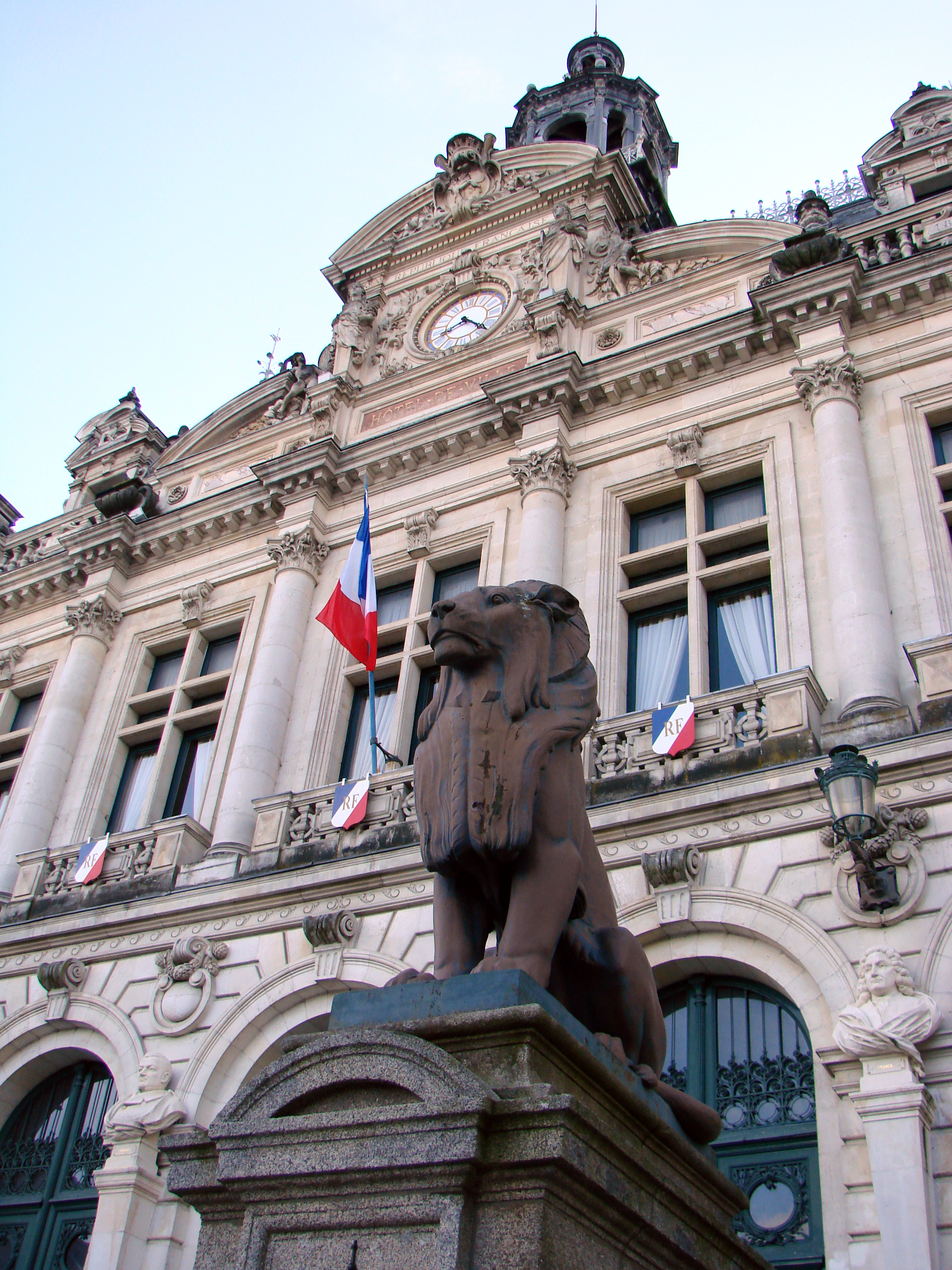
L'hôtel de ville

- 1800 : Installation des services de la préfecture dans le manoir de la Motte.
- 15 septembre 1800 : Sédition de Vannes, une partie du 52e régiment d'infanterie de ligne placée sous les ordres du chef de brigade Jean-Baptiste Michel Féry se mutine à cause du non-paiement de la solde.
- 1804 - 1805 : Établissement du 3e bataillon du 37e régiment d'infanterie de ligne.
- 1814 : Ralliement des Vannetais aux Bourbons après l’abdication de Napoléon Ier.
- 22 juillet 1815 : Les chouans défilent dans la ville lors de petite chouannerie
- 1824 : Percement de la butte de Kérino et rectification du port.
- 1825 : Construction de la prison de Nazareth.
- 1826 :
  - Achèvement de l'église Saint-Patern
  - Fondation de la Société polymathique du Morbihan.
- 1834 - 1836 - 1838 : Aménagement de la place Gambetta par les architectes de la ville, Philippe Brunet-Debaines puis Marius Charier
- 1835 : Création de la Caisse d'épargne.
- 1840 : Construction de l’abattoir sur le plan de Charier père.
- 1850 : Inauguration du collège St-François-Xavier.
- 1851 : Ouverture d’ateliers de charité.
- 1858 : Réouverture du collège municipal sous le nom de “Petit Collège”.
- 1859 : Construction de la caserne de gendarmerie sur le Champ de Foire et faillite de la banque Crouan.
- 1860 : Effondrement d'un pan de mur du château de la Motte et départ des services de la préfecture.
- 1862 : Construction de la gare et arrivé du chemin de fer.
- 1862 - 1866 : Percement de la rue Billaut, le château de la Motte est en grande partie rasé.
- 1864 : Construction de la Halle aux grains.
- 23 août 1865 : Inauguration de la nouvelle préfecture
- 1868 : Rattachement volontaire du village de Meudon à la commune.
- 1869 : Renaissance de la forge de Kérino par Jules Bescuet.
- 5 juin 1870 : Décret d'affiliation de la cathédrale Saint-Pierre à la basilique patriarcale Saint-Pierre du Vatican. La cathédrale devient une basilique.
- 1874 : Installation de deux régiments d’artillerie.
- 1876 : Julien Lagorce, ruiné, fait don de son hôtel à l'État.
- 1878 : Émile Burgault, premier maire républicain.
- 1880 : Le « Petit Collège » devient de « plein exercice » (droit de posséder toutes les classes du cursus scolaire).
- 1881 : Installation d’un régiment d’infanterie.
- 1884 :
  - La Banque de France s’installe avenue de la Gare.
  - Comblement de l’étang des Lices.
- 1886 : Inauguration de l’hôtel de Ville.
- 1887 : Construction de l’École normale d’instituteurs.
- 1888 : Retour des monarchistes à la mairie avec Charles Riou.
- 1898 : Création du Véloce vannetais, club omnisports.
- 1896 : Construction du quartier Saint-Symphorien.
- 1898 : Création du Stade vannetais, club de football, par Georges Ménard, Edmond Gemain et Joseph Gemain.
- 1899 : Organisation de l'un des premiers « congrès panceltique » avec la réception de cinq gallois éminents.

### XXesiècle

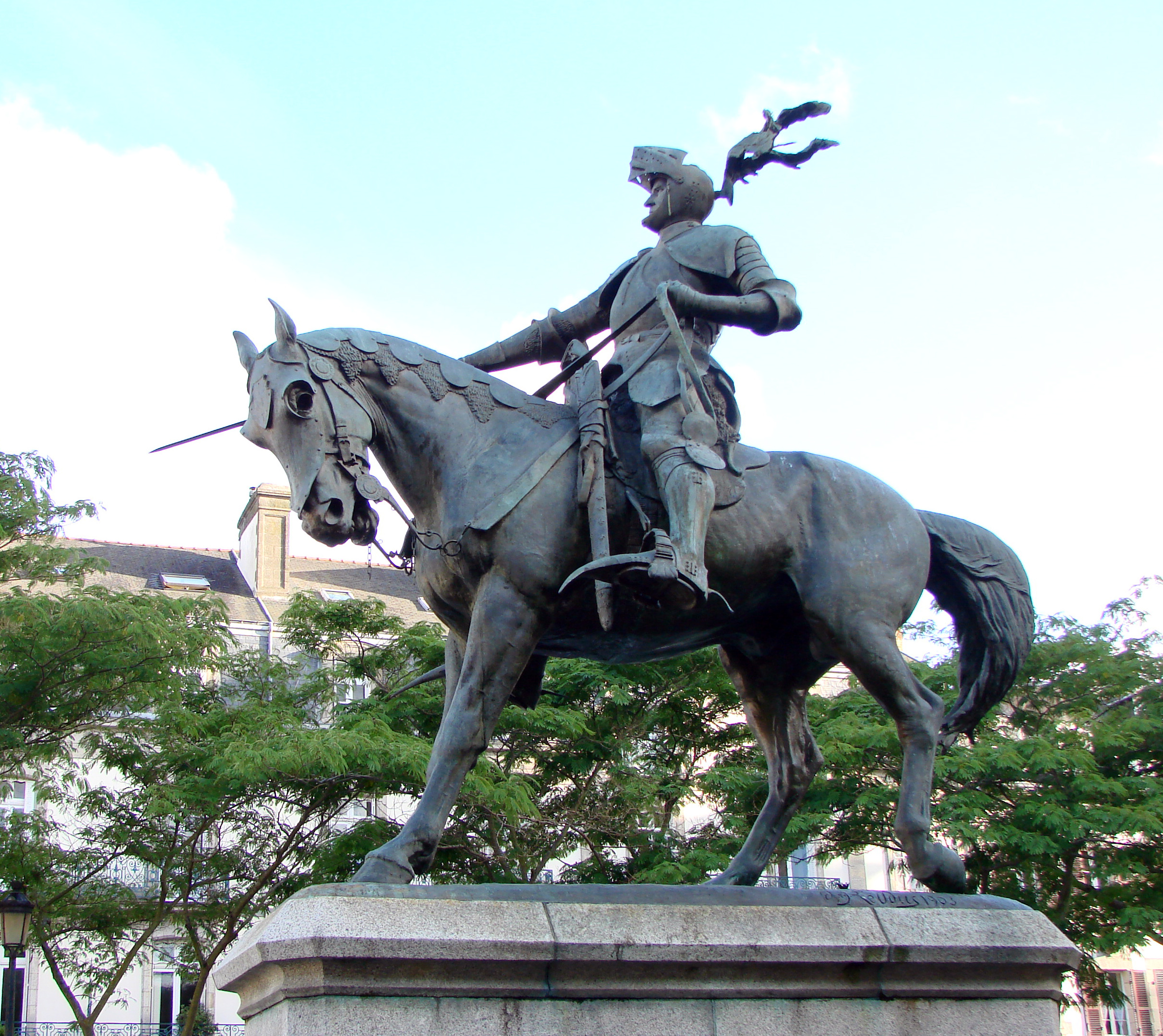
La Statue du Connétable de Richemont

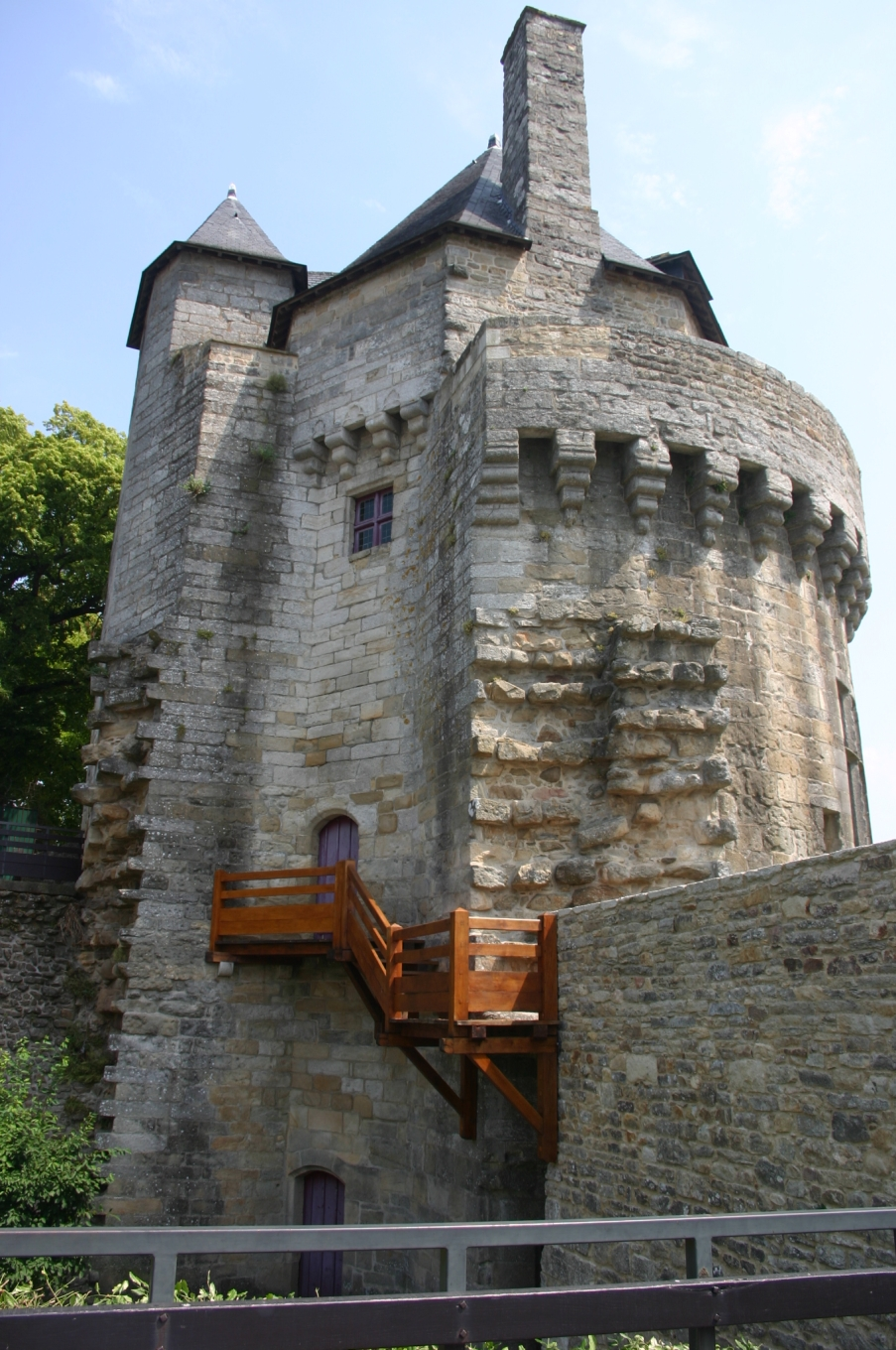
La tour du Connétable

- 1905 : Inauguration de la statue du connétable de Richemont.
- 1906 : La cathédrale est classée monument historique.
- 1908 : Retour des républicains à la mairie avec Eugène Le Pontois.
- 1910 : Construction de la Caisse d’épargne place de la Halle.
- 1912 :
  - Construction de la Bourse du travail.
  - Destruction de l'Hôtel de France, dernier vestige du château de la Motte.
  - Inscription de la porte Prison aux Monuments historiques.
- 1914 : Installation du musée de la Préhistoire au Château-Gaillard.
- 1919 : Maurice Marchais, 1er député républicain de Vannes.
- 1921 : Reconstruction de la Poissonnerie.
- 1925 : Inscription de l'éperon de la Garenne aux Monuments historiques.
- 1927 : Inscription de la tour du Connétable et de la tour de Calmont aux Monuments historiques.
- 1928 : Inscription des portes Poterne et Saint-Vincent aux Monuments historiques.
- 1931 : Inscription de l'Hôtel Lagorce aux Monuments historiques.
- 1932 : 400e Anniversaire de l'Union de la Bretagne à la France.
- 1942 : Ouverture du cimetière de Calmont[4].
- 1946 : Création de l'Union Clissons Korrigans, club omnisports.
- 4-6 août 1944 : Libération de Vannes par l'armée américaine et les FFI du Morbihan.
- 15 octobre 1950 : Fondation du Rugby club vannetais.
- Novembre 1954 : De la soie de Saïgon rapporté par le sergent Roger Debuigny déclenche une épidémie de variole, la dernière de France. Il y eut 16 morts sur 73 cas[5].
- 1956 : Inscription des portes Saint-Jean et Notre-Dame aux Monuments historiques.
- 1958 : Inscription du bastion de Gréguennic aux Monuments historiques.
- 1961 : Ouverture du boulevard de la Paix[6]
- 1962 : Michelin s'implante dans la zone du Prat[7].
- 1963 : Arrivée du Régiment d'infanterie-chars de marine et du 3e régiment d'infanterie de marine.
- 1973 : Ouverture de l'école nationale de police
- 1982 : Création de l'Institut culturel de Bretagne qui siège aujourd'hui à l'Hôtel Lagorce.
- 1992 : Rénovation du bastion de Gréguennic.
- 1995 : Création de l'université de Bretagne-Sud localisée à Vannes et Lorient.
- 1996 : Départ pour Poitiers du Régiment d'infanterie-chars de marine.
- 1998 : Création du Vannes Olympique Club, club de football, par fusion du Véloce vannetais et du FC Vannes (section football de l'UCK).

### XXIesiècle

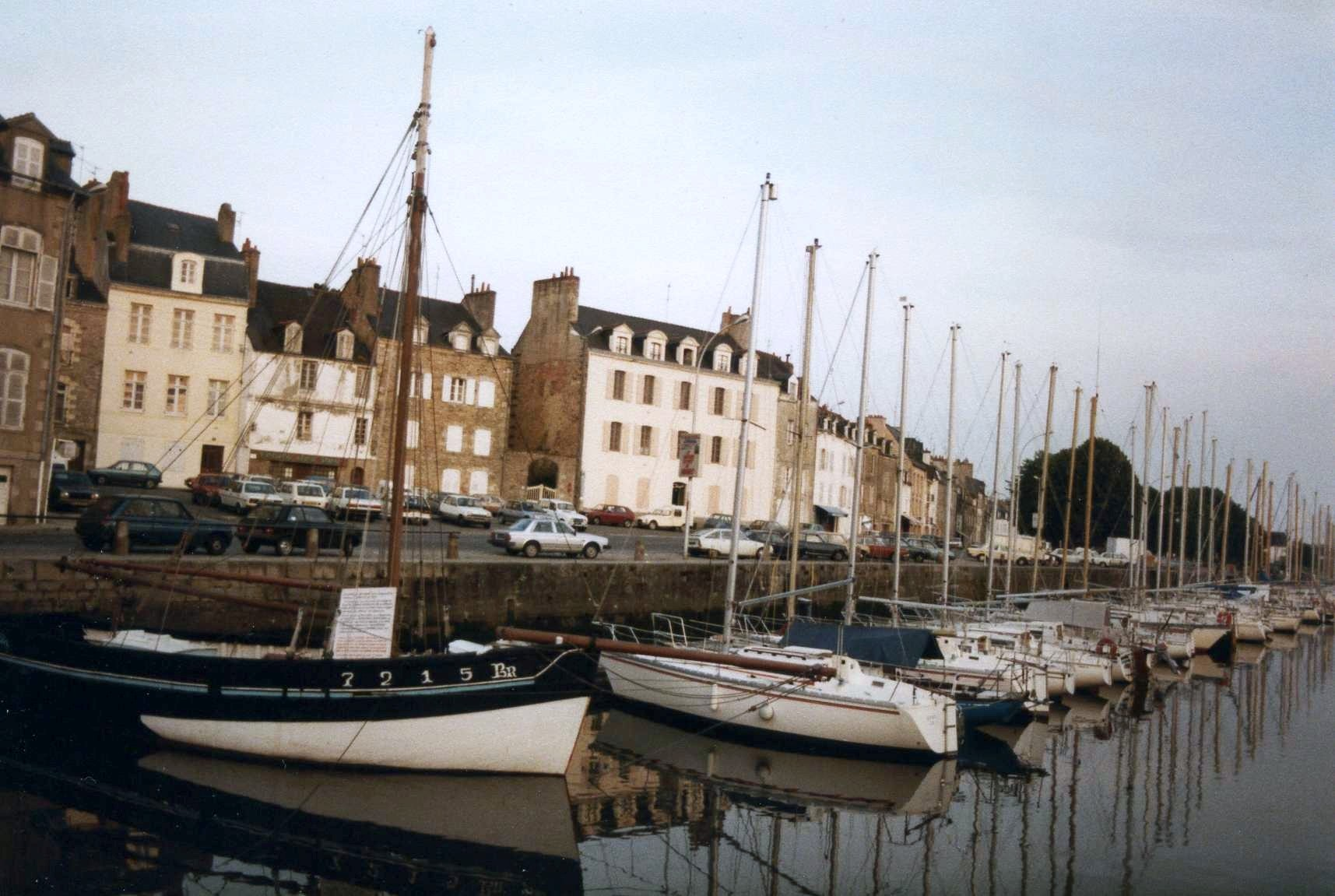
La rive gauche du port

- 2006-2008 : Restauration de l'église Saint-Patern.
- 2008-2009 : Ré-aménagement du port de plaisance.
- de 2008 à 2011 : Période professionnelle du VOC en Ligue 2.
- 2009 : 5 soldats du 3e RIMA trouvent la mort en Afghanistan.
- 27 juin 2009 : Mise en service du système de vélopartage Vélocéa.
- 2010 : fermeture de l'école nationale de police.
- juin 2013 : Le stade de la Rabine accueille plusieurs matchs du Championnat du monde junior de rugby à XV 2013.
- octobre 2013 : Début des travaux du tunnel de Kérino[8].
- 17 juin 2015 : Ouverture du casino dans des locaux provisoires (livraison prévue du bâtiment définitif en 2017)[9].
- mai 2016 : En s'imposant face à Massy, le Rugby club vannetais accède à la Pro D2[10], une grande première pour un club breton depuis l'avènement du professionnalisme dans le rugby[11].
- Juin - Juillet 2016 : Ouverture du tunnel de Kérino[12].
- Septembre 2016 : Ouverture de la nouvelle cité administrative, dans le quartier Troadec[13].
- 9 juillet 2022 : inauguration des nouveaux aménagements de la promenade de la Rabine[14].
- 8 juin 2024 : le RC Vannes remporte le championnat de France de Pro D2 et accède au Top 14 pour la 1re fois de son histoire la saison suivante[15].
- octobre 2024 : l'aquarium[16] et la Serre aux papillons[17] sont démolis.
- 5 novembre 2024 : annonce de la fermeture définitive de l'usine Michelin du Prat[7].
- du 24 février au 28 mai 2025 : procès Le Scouarnec auprès la cour criminelle du Morbihan[18].
- 26 juillet 2025 : Vannes accueille le Grand départ de la 4e édition du Tour de France Femmes[19].